# Heterocallia nepalensis
Heterocallia nepalensis là một loài bướm đêm trong họ Geometridae.